# Ipiristis boursini
Ipiristis boursini là một loài bướm đêm trong họ Noctuidae.